# Новая Павловка (Тамбовская область)
Новая Павловка — посёлок в Сосновском районе Тамбовской области России. Входит в состав Зелёновского сельсовета.

## География
Расположен в пределах Окско-Донской равнины, в западной части района, на левом берегу реки Польной Воронеж.
Расстояние до центра сельского совета — 6 км, до областного центра (г. Тамбов) по полевой дороге через село Подлесное — 80 км, по автодороге через населённые пункты Вторые Левые Ламки, Сосновка — 100 км.
Климат
Новая Павловка находится, как и весь район, в умеренном климатическом поясе, и входит в состав континентальной климатической области Восточно-Европейской равнины. В среднем в год выпадает от 350 до 450 мм осадков. Весной, летом и осенью преобладают западные и южные ветра, зимой — северные и северо-восточные. Средняя скорость ветра 4-5 м/с.

## История
В советское время посёлок стал центром колхоза «Коминтерн»;  в него входили ещё 3 деревни: Максимовка, Рябиновка (их уже нет) и деревня Ново-Никольская /Новоникольская.
Согласно Закону Тамбовской области от 17 сентября 2004 года № 232-З населённый пункт Новая Павловка включен в состав образованного муниципального образования Зелёновский сельсовет.

## Население
| 2010 |
| ---- |
| 230  |

## Инфраструктура
Обелиск павшим воинам Великой Отечественной войны

## Транспорт
Через посёлок проходит автодорога «Тамбов — Шацк» — Сосновка — Староюрьево — Первомайский" — 2-е Левые Ламки Вырубово — Дмитриевка (идентификационный номер 68 ОП МЗ 68Н-046), полевая дорога Зелёное — Подлесное.
Остановка общественного транспорта «Новая Павловка».